# Lars Börner
Lars Börner (* 1973 in Zürich) ist ein Schweizer und Deutscher Ökonom und Wirtschaftshistoriker.

## Leben
Börner erwarb 2001 den MA in Wirtschaftsgeschichte an der Universität Zürich und 2003 den MA in Wirtschaftswissenschaft am CentER der Universität Tilburg. 2008 wurde er in Wirtschaftswissenschaften an der Humboldt-Universität Berlin promoviert. Von 2008 bis 2012 war er Juniorprofessor für Wirtschaftsgeschichte an der FU Berlin. Danach war er als Lecturer und Assistant Professor an der London School of Economics und als Senior Lecturer am King’s College London beschäftigt. 2018 wurde er als Professor für Volkswirtschaftslehre (Lehrstuhl Empirische Makroökonomie) an der Martin-Luther-Universität Halle-Wittenberg berufen; seit 2019 ist er zudem als Senior Research Fellow am King’s College London tätig und seit 2021 ist er zudem auf einer Forschungsprofessur am Leibniz-Institut für Wirtschaftsforschung Halle.
Seine Forschungsinteressen liegen in der Wirtschaftsgeschichte und der langfristigen Wirtschaftsentwicklung.

## Schriften (Auswahl)
- mit Daniel Quint: Medieval Matching Markets (with Daniel Quint), International Economic Review, 64(1), 2023, pp. 23–56.
- mit Jared Rubin und Battista Severgnini: A Time to Print a Time to Reform (with Jared Rubin and Battista Severgnini) in: European Economic Review 138, September 2021.
- mit John William Hatfield: The Design of Debt Clearing Markets: Clearinghouse Mechanisms in Pre-Industrial Europe: (with John Hatfield) in Journal of Political Economy 125(6), 2017, pp. 1991–2037.
- mit Oliver Volckart: The Utility of a Common Coinage: Currency Unions and Financial Market Integration in Late Medieval Central Europe, (with Oliver Volckart), Explorations in Economic History 48, (2011), pp. 53–65.
- mit Albrecht Ritschl: The Economic History of Sovereignty: Communal Responsibility, the Extended Family, and the Firm, (with Albrecht Ritschl), Journal of Institutional and Theoretical Economics 165(1), (2009), pp. 99–112.